# Episodi de Il mio amico Arnold (prima stagione)
La prima stagione della sitcom Il mio amico Arnold è stata trasmessa negli Stati Uniti dal 3 novembre 1978 al 4 maggio 1979. 
| Nº | Titolo originale                 | Titolo italiano                  | Prima TV USA     | Prima TV Italia |
| -- | -------------------------------- | -------------------------------- | ---------------- | --------------- |
| 1  | Movin' In                        | I due di Harlem                  | 3 novembre 1978  | 1980            |
| 2  | The Social Worker                | L'assistente sociale             | 10 novembre 1978 | 1980            |
| 3  | Mother's Last Visit              | L'ultima visita della mamma      | 17 novembre 1978 | 1980            |
| 4  | Prep School                      | La scuola privata                | 24 novembre 1978 | 1980            |
| 5  | The Spanking                     | La sculacciata                   | 1º dicembre 1978 | 1980            |
| 6  | Goodbye Dolly                    | Ciao bambola                     | 8 dicembre 1978  | 1980            |
| 7  | The Trial                        | Il processo                      | 15 dicembre 1978 | 1980            |
| 8  | Retrospective: Part 1            | Una notte di nostalgia: Parte 1  | 29 dicembre 1978 | 1980            |
| 9  | Retrospective: Part 2            | Una notte di nostalgia: Parte 2  | 29 dicembre 1978 | 1980            |
| 10 | The Fight                        | Il combattimento                 | 5 gennaio 1979   | 1980            |
| 11 | The Club Meeting                 | Riunione di circolo              | 12 gennaio 1979  | 1980            |
| 12 | The Woman                        | La fidanzata del signor Drummond | 19 gennaio 1979  | 1980            |
| 13 | No Time for Arnold               | Non c'è tempo per Arnold         | 26 gennaio 1979  | 1980            |
| 14 | The Relative                     | La cugina                        | 2 febbraio 1979  | 1980            |
| 15 | The Tutor                        | L'insegnante privato             | 9 febbraio 1979  | 1980            |
| 16 | The New Landlord                 | Il nuovo padrone di casa         | 16 febbraio 1979 | 1980            |
| 17 | Willis' Privacy                  | Willis contro Arnold             | 23 febbraio 1979 | 1980            |
| 18 | Mrs. Garrett's Crisis            | La crisi della signora Garrett   | 2 marzo 1979     | 1980            |
| 19 | The Job/Willis' Job              | Il lavoro                        | 16 marzo 1979    | 1980            |
| 20 | The Trip: Part 1                 | Il viaggio: Parte 1              | 30 marzo 1979    | 1980            |
| 21 | The Trip: Part 2                 | Il viaggio: Parte 2              | 30 marzo 1979    | 1980            |
| 22 | Getting Involved                 | Al ladro                         | 6 aprile 1979    | 1980            |
| 23 | Willis' Birthday                 | Il compleanno di Willis          | 13 aprile 1979   | 1980            |
| 24 | The Girls School/Garrett's Girls | Le compagne di scuola            | 4 maggio 1979    | 1980            |

## I due di Harlem
- Titolo originale: Movin' In
- Diretto da: Herbert Kenwith
- Scritto da: Ben Starr

### Trama
Il ricco Philip Drummond si prepara ad accogliere i due figli della sua defunta governante, Arnold e Willis Jackson. I due andranno a vivere nell'attico di Park Avenue con lui, sua figlia Kimberly e la nuova governante, la signora Garrett. Arnold apprezza il gesto di Drummond ma Willis vuole tornare ad Harlem.
- Note: Prima apparizione di Conrad Bain, Gary Coleman, Todd Bridges, Dana Plato e Charlotte Rae.

## L'assistente sociale
- Titolo originale: The Social Worker
- Diretto da: Herbert Kenwith
- Scritto da: Budd Grossman

### Trama
Un'assistente sociale è del parere che Arnold e Willis debbano vivere con una famiglia di colore. Arnold sente il signor Drummond raccontare ciò alla signora Garrett e crede che questa sia l'opinione dell'uomo. 
- Guest stars: Ellen Travolta (Signorina Aimsley), J. A. Preston (Signor Thompson) e Fran Bennett (Signora Thompson).
- Note: Dana Plato è assente in questo episodio.

## L'ultima visita della mamma
- Titolo originale: Mother's Last Visit
- Diretto da: Herbert Kenwith
- Scritto da: William Raynor e Myles Wilder

### Trama
La madre del signor Drummond, una donna snob e piena di pregiudizi, arriva all'attico e non sembra essere molto contenta della nuova situazione familiare del figlio.
- Guest stars: Irene Tedrow (Signora Drummond) e Richard Fults (Portinaio).

## La scuola privata
- Titolo originale: Prep School
- Diretto da: Herbert Kenwith
- Scritto da: Michael Russnow, Alan Rosen e Fred Rubin

### Trama
Il signor Drummond vuole iscrivere Arnold e Willis alla sua vecchia scuola privata.
- Guest star: Howard Morton (Miles Bordinay).
- Note: Dana Plato è assente in questo episodio.

## La sculacciata
- Titolo originale: The Spanking
- Diretto da: Herbert Kenwith
- Scritto da: Fred S. Fox e Seaman Jacobs

### Trama
I Drummond e la signora Garrett scoprono che Arnold, per evitare una punizione dopo aver gettato un gavettone dal balcone, è sparito.
- Guest stars: Frank Farmer (Agente), Weldon Bleiler (Addetto alla manutenzione) e Jerry Marshak (Bambino).

## Ciao bambola
- Titolo originale: Goodbye Dolly
- Diretto da: Herbert Kenwith
- Scritto da: Albert E. Lewin

### Trama
I Drummond e la signora Garrett non riescono a dormire a causa di Arnold, la cui bambola è stata data in beneficenza da Kimberly. Il signor Drummond assume un detective che compra una bambola identica ma non ottiene successo.
- Guest star: Jack Riley (Miles Monroe).

## Il processo
- Titolo originale: The Trial
- Diretto da: Herbert Kenwith
- Scritto da: Alan Rosen e Fred Rubin

### Trama
Il signor Drummond trova Abramo nella vasca idromassaggio e Willis ritiene ingiusto condannare Arnold senza un processo. Tutta la famiglia, con la signora Garrett nelle vesti di giudice, simula un'udienza.

## Una notte di nostalgia: Parte 1
- Titolo originale: Retrospective: Part 1
- Diretto da: Herbert Kenwith
- Scritto da: Budd Grossman, Howard Leeds e Ben Starr

### Trama
Durante le festività natalizie, la famiglia Drummond e la signora Garrett ricordano il tempo passato da quando Arnold e Willis si sono trasferiti all'attico (tramite flashbacks di episodi precedenti).
- Note: La sigla iniziale è differente rispetto a quella degli altri episodi.

## Una notte di nostalgia: Parte 2
- Titolo originale: Retrospective: Part 2
- Diretto da: Herbert Kenwith
- Scritto da: Budd Grossman, Howard Leeds e Ben Starr

### Trama
I Drummond e la signora Garrett continuano a ricordare il tempo passato (tramite flashbacks di episodi precedenti).

## Il combattimento
- Titolo originale: The Fight
- Diretto da: Herbert Kenwith
- Scritto da: Sandy Veith

### Trama
Nonostante le obiezioni del signor Drummond, Willis esorta Arnold a reagire ai tormenti di un bullo della scuola.

## Riunione di circolo
- Titolo originale: The Club Meeting
- Diretto da: Herbert Kenwith
- Scritto da: Tom August ed Helen August

### Trama
Willis sente la mancanza dei suoi vecchi amici di Harlem e decide di invitarli nella sua nuova casa.
- Guest stars: Pop Attmore (Bubba), Anthony Tompkins (Vernon), Tony Williams (William) e Brian Salmon (Charles).

## La fidanzata del signor Drummond
- Titolo originale: The Woman
- Diretto da: Herbert Kenwith
- Scritto da: Ronald Alexander

### Trama
Il signor Drummond frequenta una donna che ha intenzione di mandare i bambini in scuole all'estero.
- Guest star: Elinor Donahue (Diane Sloane).

## Non c'è tempo per Arnold
- Titolo originale: No Time for Arnold
- Diretto da: Herbert Kenwith
- Scritto da: Albert E. Lewin

### Trama
Sentendosi trascurato, Arnold finge di soffrire di incontinenza per attirare l'attenzione della famiglia.

## La cugina
- Titolo originale: The Relative
- Diretto da: Herbert Kenwith
- Scritto da: Fred S. Fox e Seaman Jacobs

### Trama
Una lontana cugina di Arnold e Willis arriva in visita e, vedendo quanto sia confortevole l'ambiente, finge di ferirsi in modo da prolungare la sua permanenza.
- Guest star: LaWanda Page (Myrtle Waters).
- Note: Dana Plato è assente in questo episodio.

## L'insegnante privato
- Titolo originale: The Tutor
- Diretto da: Herbert Kenwith
- Scritto da: Sandy Veith

### Trama
Il signor Drummond assume un insegnante dai metodi molto particolari per Willis. Con il suo aiuto si scopre che il ragazzo ha un blocco mentale relativo al 1975, l'anno della morte di suo padre.
- Guest star: Barry Diamond (Danny Rose).

## Il nuovo padrone di casa
- Titolo originale: The New Landlord
- Diretto da: Herbert Kenwith
- Scritto da: Norman Liebmann

### Trama
Il nuovo proprietario dell'edificio ha intenzione di sfrattare i Drummond e la signora Garrett a causa dell'età di Arnold. 
- Guest stars: Jack Riley (Charles Sutton), Erica Yohn (Emily Sutton) e Deborah Zon (Barbie).

## Willis contro Arnold
- Titolo originale: Willis' Privacy
- Diretto da: Herbert Kenwith
- Scritto da: Alan Rosen e Fred Rubin

### Trama
Willis è stanco di avere sempre Arnold intorno e pretende di avere i suoi spazi.
- Guest star: Anthony Tompkins (Vernon).
- Note: Dana Plato è assente in questo episodio.

## La crisi della signora Garrett
- Titolo originale: Mrs. Garrett's Crisis
- Diretto da: Herbert Kenwith
- Scritto da: Karyl Geld Miller

### Trama
La signora Garrett ritiene che la sua vita da governante non sia entusiasmante come quella delle sue amiche e vorrebbe licenziarsi. Solo più tardi si renderà conto di quanto sia amata e benvoluta dalla famiglia Drummond.

## Il lavoro
- Titolo originale: The Job
- Diretto da: Herbert Kenwith
- Scritto da: Albert E. Lewin

### Trama
Willis viene assunto e licenziato nell'arco di poche ore e cerca di nasconderlo al signor Drummond.
- Note: Un altro titolo di questo episodio è Willis' Job.

## Il viaggio: Parte 1
- Titolo originale: The Trip: Part 1
- Diretto da: Herbert Kenwith
- Scritto da: Howard Leeds, Martin Cohan e Ben Starr

### Trama
I Drummond partono per Portland per visitare Larry Alder, un vecchio amico del signor Drummond. Nel frattempo, la signora Garrett va a trovare sua sorella a Seattle.
- Guest stars: McLean Stevenson (Larry Alder), Kim Richards (Ruthie Alder) e Donna Wilkes (Diane Alder).
- Note: Questo episodio è il primo dei tre crossover con Hello, Larry. In Italia questo episodio inizialmente era inedito ma è poi stato pubblicato con i sottotitoli nell'edizione italiana dei DVD della serie. La sigla iniziale include anche le guest stars.

## Il viaggio: Parte 2
- Titolo originale: The Trip: Part 2
- Diretto da: Doug Rogers
- Scritto da: Woody Kling

### Trama
Il signor Drummond si sente in colpa per aver fatto perdere il lavoro a Larry e cerca un modo per riscattarsi.
- Guest stars: McLean Stevenson (Larry Alder), Kim Richards (Ruthie Alder), Donna Wilkes (Diane Alder), Joanna Gleason (Morgan Winslow) e George Memmoli (Carl).
- Note: Questo episodio, originariamente trasmesso come parte di Hello, Larry, è stato poi inserito anche in Arnold. In Italia questo episodio inizialmente era inedito ma è poi stato pubblicato con i sottotitoli nell'edizione italiana dei DVD della serie. La sigla iniziale include anche le guest stars.

## Al ladro
- Titolo originale: Getting Involved
- Diretto da: Herbert Kenwith
- Scritto da: Norman Liebmann, Howard Leeds, Martin Cohan e Ben Starr

### Trama
Arnold assiste a una rapina e vorrebbe andare alla polizia ma una minacciosa telefonata costringe il signor Drummond a impedire il suo coinvolgimento.
- Guest stars: Ron Feinberg (Detective Morrison), Carl Byrd (Signor Adams), Lawrie Osag (Signor Kwambe), John Mayer (Fotografo) e Michael Lamont (Agente).

## Il compleanno di Willis
- Titolo originale: Willis' Birthday
- Diretto da: Herbert Kenwith
- Scritto da: Michael G. Moye

### Trama
Willis vorrebbe festeggiare il suo compleanno ad Harlem con i suoi amici ma il signor Drummond è titubante.
- Guest stars: Anthony Thompkins (Vernon), Brian Salmon (Tiny), Tony Williams (Charles), Lashonna Dendy (Francine), Scorpio (Luther), Betty Bridges (Signora Brooks) e Carl Mathis Craig (Agente).
- Note: La sigla finale è differente rispetto a quella degli altri episodi.

## Le compagne di scuola
- Titolo originale: The Girls School
- Diretto da: Herbert Kenwith
- Scritto da: Howard Leeds, Ben Starr, Dick Clair e Jenna McMahon

### Trama
La signora Garrett aiuta le compagne di scuola di Kimberly a cucire i costumi per una recita e guadagna il posto di istitutrice. 
- Guest stars: Lisa Whelchel (Blair Warner), Kim Fields (Tootie Ramsey), Felice Schachter (Nancy Olson), Julie Piekarski (Sue Ann Weaver), Molly Ringwald (Molly Parker), Jennifer Rooney (Jennifer), Laura Shuman (Laura), Jack Riley (Signor Crocker) e Peter Hobbs (Signor Robinson).
- Note: Questo episodio funge da backdoor pilot per lo spin-off L'albero delle mele. La Whelchel, la Fields, la Schachter, la Piekarski e la Ringwald torneranno nella nuova serie con Charlotte Rae, dove il nome della scuola da Eastlake diventerà Eastland. Un altro titolo di questo episodio è Garrett's Girls, che inizialmente era anche la denominazione provvisoria dello spin-off.